# Joanna Hawrot
Joanna Hawrot – polska projektantka mody, kostiumografka i artystka interdyscyplinarna. W praktyce artystycznej, projektowej i performatywnej wykorzystuje przede wszystkim kimono.

## Działalność

### Działalność artystyczna i biznesowa
W 2008 założyła w Krakowie atelier. Od 2016 prowadzi studio i butik w Warszawie przy ul. Kopernika, gdzie prezentowane są także ekspozycje innych artystów (np. instalacja „Ogród” Wojtka Sobczyka z 2022). Współpracowała z artystami takimi jak Aleksandra Waliszewska, Angelika Markul, Biho Asai, Maurycy Gomulicki i Sonia Hensler. Założyła również Hawrot Home nastawiony w większym stopniu na działalność kuratorską.
Jej projekty prezentowane były m.in. w Japonii, Francji, Niemczech i Stanach Zjednoczonych.

### Filozofia twórcza
Rozwija autorską koncepcję From Fashion to Art, traktującą ubieranie jako działanie o charakterze estetycznym i symbolicznym. Ma charakter otwartego laboratorium – każda kolekcja powstaje we współpracy z artystą wizualnym, a kończy się formą ekspozycji lub performansu prezentowaną publiczności. Hawrot określa kimono jako „przestrzeń‑kostium”, gdzie spotykają się ciało, kolor i gest.

### Międzynarodowe projekty artystyczne

#### Japonia
- Eye on Poland (Tokio 2016) – udział w przeglądzie polskiej grafiki użytkowej, organizowanym przez Instytut Adama Mickiewicza[8].
- Biwako Biennale 2016 – multimedialna instalacja #KASSILYGAME (50 m autorskiej tkaniny, performance duetu AWAYA)[9][2]
- Tatsuno Art Project 2017 – wykład i pokaz kolekcji w ramach programu Instytutu Polskiego w Tokio[2].
- Wearable Art – Unseen Threads (Osaka 2025) – indywidualna wystawa w Daimaru Shinsaibashi współkuratowana przez Pawła Pachciarka (Instytut Adama Mickiewicza), część programu Po!land realizowanego dla Expo 2025[10][11][12].
- wystawa połączona z instalacją wideo o 12 kobietach symbolizujących dworski strój jūnihitoe[13][12][14][15].
- równoległy dialog z wystawą Yuriko Sasaoki „Polonia × Skłodowska‑Curie's Magic Lab – The Power of Migration” w Osaka City Central Public Hall; Hawrot zaprojektowała kostiumy do performansu Marty Ziółek inaugurującego pokaz[12][13].

### Wystawy i prezentacje w Polsce
- Muzeum Narodowe we Wrocławiu (2024) – „Kimono jako doświadczenie. Język sztuki Joanny Hawrot”[3][16][17].
- Muzeum Manggha (Kraków 2015) – multimedialny pokaz kimon z towarzyszeniem koncertu symfonicznego[18][19].

### Kostiumografia
- Spektakle Marty Ziółek: „Larva”, „Anastazja i Gryzelda”, „Rana”[20][21].
- „Opowieści niemoralne” – Teatr Powszechny (Warszawa 2021)[22][21].
- Film The Wall of Mexico (USA 2018)[23][2][21]

### Działalność performatywna i multimedialna
- #SHUNGA_SHIBARI (Teatr Studio / Warsaw Gallery Weekend 2017) – eksperymentalny performance łączący modę, sztukę wiązania kinbaku i muzykę live[24].
- Multimedialny pokaz „ATAK!” (Muzeum Manggha 2015) – połączenie kimon, fotografii Katarzyny Widmańskiej i wizualizacji multimedialnych[18][19].
- Pokaz kimon z orkiestrą Lutosławski Orchestra Moderna (Manggha 2015) – hybryda koncertu symfonicznego i pokazu mody[18][19]

### Nagrody i wyróżnienia
- Projektantka Roku – #BEGINDESIRE (Hush Selected 2014)[25][2][26][21].
- Doskonałość Mody „Twój Styl” – laureatka edycji 2023 (kategoria „Projektant kolekcji limitowanych”)[27][2][3][21].
- Eye on Poland Awards – wyróżnienie za prezentację #KASSILYGAME (Tokio 2016)[2][26]
- MUST HAVE – laureatka edycji 2023 (kolekcja „I put a spell on”) i 2024 (kolekcja „THE DREAMERS”)[21].

## Obecność medialna
- Publikacja w „Vogue Polska”: „Joanna Hawrot i Maria Skłodowska-Curie w Osace”[13][12].
- Publikacja w Culture.pl: „Wearable Art – Unseen Threads Joanny Hawrot w Osace”[6][12].

## Edukacja
Absolwentka prawa. Po studiach związała się z krakowskim środowiskiem artystycznym.